# Sebastian Aitinger
Sebastian Aitinger (* September 1508 in Ulm; † 12. November 1547 bei Burlafingen) war Sekretär des Schmalkaldischen Bundes.

## Leben
Seine Eltern waren der Ulmer Stadtschreiber und Notar Konrad Aitinger und dessen Ehefrau Anna Schöfferlin.
Bereits mit 17 Jahren gelang es Sebastian Aitinger, Notar zu werden, und nur ein Jahr später war er Stadtsekretär von Ulm. Aufgrund eines Zerwürfnisses mit dem Ulmer Stadtrat trat Aitinger 1540 in die Dienste des Landgrafen Philipp von Hessen. Dieser berief ihn in seiner Eigenschaft als Hauptmann des Schmalkaldischen Bundes zum Sekretär des Bundes. Als Geheimschreiber im eigentlichsten Sinne des Wortes hatte er in dieser Funktion nicht nur die Kassengeschäfte des Bundes zu besorgen, sondern er war auch sieben Jahre lang „Tag und Nacht mit den Bundessachen auf allen Reichs-, Deputations- und Bundestagen, mit hochwichtigen Geschäften beladen“. Das heißt, er nahm an den meisten Reichs- und Bundestagen teil und führte die politischen Verhandlungen des Bundes.
Nach der Niederlage des Schmalkaldischen Bundesheeres in der Schlacht auf der Lochauer Heide bei Mühlberg an der Elbe am 24. April 1547 und der Gefangennahme des Landgrafen durch Kaiser Karl V. trat er aus dessen Diensten aus, um an der in der Kapitulation festgelegten Amnestie teilhaben zu können. Außerdem hoffte er als Ulmer Bürger gegen Verfolgung sicher zu sein, zumal sich die Stadt gerade erst mit Karl V. ausgesöhnt hatte. Nach einiger Zeit erfuhr er jedoch, dass er verfolgt wurde, da man sich von ihm Beweismittel gegen seinen früheren Herren erhoffte. Im November 1547 entkam er nur knapp einem Überfall in Burlafingen, einem kleinen Nachbarort von Ulm, wohin er sich mit seinen Kindern vor einer pestartigen Seuche in Ulm gerettet hatte, indem er sich schwimmend über die Donau rettete. Bereits durch Krankheit geschwächt, starb er wenige Tage später in einem benachbarten Schloss, in dem er Zuflucht gefunden hatte, an der Erkältung, die er sich beim Durchschwimmen der Donau zugezogen hatte.
Er war seit dem 26. November 1525 mit Anna Lebzelter verheiratet. Der Landgraf Philipp entschädigte später seinen Sohn Johann Konrad Aitinger  (1543–1600) für die Opfer, die der Vater für ihn gebracht hatte. Johann Konrad Aitinger und dessen Nachkommen blieben bis zum Aussterben der Familie im Jahre 1729 in hessischen Diensten.